# Liste der Naturdenkmale in Alsenz
Die Liste der Naturdenkmale in Alsenz nennt die im Gemeindegebiet von Alsenz ausgewiesenen Naturdenkmale (Stand 28. März 2024).

## Naturdenkmale
| Nr.         | Bezeichnung              | Lage                                          | Beschreibung                                                    | Bild                                    |
| ----------- | ------------------------ | --------------------------------------------- | --------------------------------------------------------------- | --------------------------------------- |
| ND-7333-087 | Birnbaum am Rechtental   | südlich des Ortes; Flur Rechental Lage        | Pyrus communis, um 1900 gekeimt                                 | Direkt Bild zu diesem Denkmal hochladen |
| ND-7333-100 | Stieleiche im Hinterwald | nördlich des Ortes; Abteilung Hinterwald Lage | Quercus robur, um 1890 gekeimt, 25 m hoch bei 3,2 m Stammumfang | Fotos hochladen                         |